# Reid McClure
Pour les articles homonymes, voir McClure.
Reid McClure, né le 10 novembre 1995 à Calgary, est un coureur cycliste canadien.

## Biographie
Diagnostiqué d'un diabétique de type 1 à trois ans, Reid McClure commence le cyclisme sur route à l'âge de 17 ans, après avoir pratiqué le VTT et le ski alpin,. En parallèle de son activité sportive, il fréquente la Université Queen's au Canada, où il étudie les arts libéraux et les sciences.
En 2015, il rejoint la réserve de Novo Nordisk, composée uniquement de coureurs diabétiques, après avoir assisté à un camp d'entraînement de l'équipe. En 2016, il remporte le Tennessee State Road Race Championship, et obtient plusieurs places d'honneur sur des courses du circuit américain.
En 2017, il est promu dans l’équipe professionnelle de Novo Nordisk

## Palmarès
- 2016
  - Tennessee State Road Race Championship